# Четиридесет и пети пехотен чегански полк
Четиридесет и пети пехотен чегански полк е български пехотен полк, формиран през 1912 година и взел участие в Балканската, Междусъюзническата, Първата и Втората световна война.

## Формиране
Историята на полка започва на 17 септември 1912 година, когато в Русе от състава на 2-ри пехотен искърски и 5-и пехотен дунавски полк е формиран Четиридесет и пети пехотен полк. Влиза в състава на 3-та бригада от 5-а пехотна дунавска дивизия.

## Балкански войни (1912 – 1913)
Полкът взема участие в Балканската (1912 – 1913) и Междусъюзническата война (1913), след което на 1 септември 1913 е разформирован.

## Първа световна война (1915 – 1918)
Формиран е отново на 10 септември 1915 под името 45-и пехотен резервен полк от 1-ва бригада, 24-ти пехотен черноморски и 11-и пехотен сливенски полкове, като през 1916 година е преименуван на 45-и пехотен полк.
При намесата на България в Първата световна война полкът разполага със следния числен състав, добитък, обоз и въоръжение:
| Числен състав                                       | Добитък   | Обоз                                     | Въоръжение                           |
| --------------------------------------------------- | --------- | ---------------------------------------- | ------------------------------------ |
| Офицери: 54 Чиновници: 3 Подофицери и войници: 3934 | Коне: 512 | Обикновени: 78 Товарни: 173 Специални: 3 | Пушки и карабини: 2974 Картечници: 4 |

След края на войната, на 10 октомври 1918 година полкът се установява в Сливен, а малко по-късно, на 31 октомври е разформирован.

## Втора световна война (1941 – 1945)
За участие във Втората световна война (1941 – 1945) полкът е формиран на 16 октомври 1939 от части на 42-ри пехотен полк в селата Звездец и Евренезово, а е разформиран на 13 ноември същата година. На 21 октомври 1944 г. отново е формиран под името Четиридесет и пети пехотен чегански полк, като през 1944 година, като част от състава на 17-а пехотна щипска дивизия е на гарнизон в Прилеп. Взема участие в първата фаза на заключителния етап на войната (9 септември – 20 октомври 1944), като от 21 октомври към полка е формирано Ликвидационно бюро.

## Наименования
През годините полкът носи различни имена според претърпените реорганизации:
- Четиридесет и пети пехотен полк (17 септември 1912 – 1 септември 1913)
- Четиридесет и пети пехотен резервен полк (10 септември 1915 – 1916)
- Четиридесет и пети пехотен полк (1916 – 31 октомври 1918, 16 октомври – 13 ноември 1939)
- Четиридесет и пети пехотен чегански полк (21 октомври 1944 – 16 март 1945)

## Командири
Званията са към датата на заемане на длъжността.
| №  | звание       | име                 | дати                     |
| -- | ------------ | ------------------- | ------------------------ |
| 1. | Подполковник | Иван Върбанов       | Балкански войни          |
| 2. | Подполковник | Константин Йорданов | Първа световна война     |
| 3. | Подполковник | Стефан Коевски      | Първа световна война     |
| 4. | Подполковник | Тодор Христов       | 11 септември 1943 – 1944 |
| 5. | Подполковник | Цоцо Печевски       | 1944 – 15 октомври 1944  |